# Borys Alterman
Borys Alterman, ukr. Борис Альтерман (ur. 4 maja 1970 w Charkowie) – izraelski szachista i trener szachowy pochodzenia ukraińskiego, arcymistrz od 1992 roku.

## Kariera szachowa
W roku 1990 zdobył w Soczi tytuł mistrza Związku Radzieckiego juniorów do lat 20 (m.in. przed Władimirem Kramnikiem, Siergiejem Rublewskim i Konstantinem Sakajewem), a następnie wystąpił w Santiago w mistrzostwach świata juniorów w tej samej kategorii wiekowej, zajmując miejsce w pierwszej dziesiątce. Po rozpadzie ZSRR wyemigrował do Izraela i przyjął obywatelstwo tego kraju. W 1992 podzielił I miejsca w otwartych turniejach w Monachium oraz Komotini. W 1993 triumfował (przed Ilia Smirinem oraz Leonidem Judasinem) w kołowym turnieju w Hajfie. W tym samym roku wystąpił w Groningen w turnieju międzystrefowym PCA, zajmując XXVI miejsce. W 1994 podzielił II-III miejsce w mistrzostwach Izraela rozegranych w Tel Awiwie, w 1995 zwyciężył (wraz z Wang Zili) w openie w Pekinie, natomiast w 1996 triumfował w Riszon Le Syjon (wraz z Vasiliosem Kotroniasem) oraz Bad Homburg (wraz z Christianem Gabrielem). W następnym roku ponownie podzielił I miejsce (wraz z Siergiejem Tiwiakowem) w Pekinie oraz wystąpił w Groningen w mistrzostwach świata rozegranych systemem pucharowym, przegrywając w II rundzie z Kiryłem Georgijewem.
W latach 90. był podstawowym zawodnikiem reprezentacji Izraela. Pomiędzy 1992 a 1998 rokiem czterokrotnie wystąpił na szachowych olimpiadach (w tym raz na I szachownicy) oraz dwukrotnie w drużynowych mistrzostwach Europy, zdobywając indywidualnie 3 medale: w 1997 złoty (za najlepszy wynik na I szachownicy) i srebrny (za uzyskany wynik rankingowy) oraz w 1992 brązowy (za wynik na IV szachownicy).
Najwyższy ranking w karierze osiągnął 1 stycznia 1999 r., z wynikiem 2616 punktów dzielił wówczas 53-55. miejsce na światowej liście FIDE, jednocześnie zajmując 3. miejsce (za Borysem Gelfandem i Ilją Smirinem) wśród izraelskich szachistów.